# Берег Фалеза
«Бе́рег Фалеза́» (англ. The Beach of Falesá) — рассказ Р. Л. Стивенсона, опубликованный в 1892 году в Illustrated London News и в 1893 году вышедший в сборнике рассказов «Вечерние беседы на острове» (англ. Island Nights’ Entertainments) вместе с двумя другими рассказами писателя на полинезийскую тему, «Сатанинская бутылка» и «Остров голосов».

## Сюжет
Повествование ведётся от лица англичанина Джона Уилтшира, торговца, прибывающего на тихоокеанский остров, населённый канаками. Уилтшир привозит с собой множество товаров, которые обычно пользуются спросом у островитян, и намеревается заработать много копры, чтобы разбогатеть и вернуться в Англию. Его предшественники-торговцы либо сбежали с острова, либо умерли. На острове есть ещё один торговец, Кейз, который сначала ведёт себя как лучший друг Уилтшира, помогая ему обустроиться. В первый же день Уилтшир «женится» на местной девушке по имени Юма, причём Кейз активно участвует в организации свадьбы. Сам обряд фиктивен, хотя Юма очень дорожит выданным ей свидетельством о браке, фальшивый текст которого она не понимает.
Вскоре, однако, Уилтшир обнаруживает, что его магазин никто не посещает и его сторонятся, как будто на него наложено табу. Он узнаёт, что на самом деле табу наложено на общение с Юмой, что связано с тем, что один из её женихов, сватавшийся к ней, когда-то пропал без следа. Уилтшир также понимает, что в дело замешан Кейз, который специально свёл его с Юмой, чтобы Уилтшир не мог составить Кейзу конкуренцию в торговле. Уилтшир окончательно ссорится с Кейзом, но ещё больше сближается с Юмой. Когда на остров временно прибывает миссионер, Уилтшир рвёт фиктивное свидетельство о браке и просит миссионера провести настоящий обряд. Затем Уилтшир разведывает лесистую часть острова, куда местные не ходят, потому что там якобы водятся дьяволы. Уилтшир устанавливает, что в лесу Кейз установил несколько «эоловых арф» на деревьях, а также устрашающие чучела, раскрашенные люминесцентной краской. В результате Кейз сумел запугать местных жителей и стал пользоваться авторитетом среди них, в том числе настроить их против Уилтшира.
Уилтшир решает покончить с властью Кейза. Ночью он устанавливает в лесу взрывчатку с порохом, чтобы разрушить пещеру с чучелами, которую Кейз выдавал за обиталище дьяволов. Внезапно появляется Юма, которая предупреждает мужа, что его преследует Кейз. После взрыва появляется Кейз, который ранит из ружья Юму и Уилтшира, однако в результате Уилтширу удаётся убить Кейза. Торговля Уилтшира налаживается, а затем его переводят в другую факторию. Он решает остаться на островах с Юмой и родившимися у них детьми, а не возвращаться в Англию, хотя его беспокоит, как он сможет найти белых женихов своим дочерям. 

## Отзывы
Энциклопедия «Британника» резюмирует содержание рассказа так: это «приключенческая романтическая история вперемешку с реализмом, которая описывает борьбу мужчины за своё достоинство против варварской враждебности» (англ. An adventure romance fused with realism, it depicts a man’s struggle to maintain his decency in the face of uncivilized hostility).
Биограф Стивенсона Ричард Олдингтон пишет о том, что «Берег Фалеза» — «лучшее произведение, в котором отразился новый жизненный опыт Стивенсона, приобретенн в Тихом океане. В книге есть чувство, но нет аффектации» . Сам Стивенсон высоко ставил это произведение и писал своему редактору Сидни Колвину (28 сентября 1891 года):
В этой книге много настоящей жизни и достаточно хорошего юмора. Это первая реалистическая книга, написанная о Южных морях; я хочу сказать, в ней есть живые люди и жизненные реалии. Судя по тому, что я читал, все, кто пытался писать о тихоокеанских островах, оказывались в плену ложной романтики; в результате — сладкий, как леденец, бутафорский эпос, и весь эффект потерян — никакой выпуклости, ни одной живой человеческой улыбки, и, следовательно, книга не убеждает. Я же чувствую все, о чем пишу, вижу это, осязаю, обоняю. Из моей короткой книжечки вы больше узнаете об Океании, чем прочитав целую библиотеку.
Исследовательница «тихоокеанской» прозы Стивенсона Ванесса Смит отмечает, что Стивенсон планировал напечатать рассказ отдельной книгой, потому что по стилистике он сильно отличается от других его произведений на океанийскую тему. Кроме того, во время подготовки к печати сборника «Вечерние беседы на острове» рукопись рассказа подверглась правке издателей, в том числе цензурированию некоторых фрагментов — в частности, была смягчена радикальная критика Стивенсоном колониальных практик.

## Адаптации
Известный валлийский композитор Алан Ходдинотт в 1973 году написал свою первую оперу (The Beach of Falesá) именно по рассказу Стивенсона.